# George Phipps, 2:e markis av Normanby
George Augustus Constantine Phipps, 2:e markis av Normanby, född den 23 juli 1819, död den 3 april 1890, var en brittisk politiker och ämbetsman.

## Biografi
Normanby bar 1831-38 titeln viscount Normanby och därefter till faderns död, 1863, titeln earl av Mulgrave. Han var 
1847-58 liberal underhusledamot, 1858-63 viceguvernör över Nova Scotia, 1871-74 guvernör i Queensland, 1874-79 på Nya Zeeland och 1879-84 i Victoria samt vann på dessa viktiga poster mycket erkännande. Home-rule-frågan föranledde honom att 1886 bryta med Gladstone och det liberala partiet.